# Plexo aórtico abdominal
El plexo aórtico abdominal (o simplemente plexo aórtico) se origina a partir de ramas derivadas, de cada lado, del plexo y los ganglios celíacos, y recibe filamentos de algunos de los ganglios lumbares.
Se ubica sobre los lados y el frente de la aorta, entre los orígenes de las arterias mesentéricas superior e inferior.
A partir de este plexo surgen parte de los plexos espermático, mesentérico inferior e hipogástricos superior e inferior. También distribuye filamentos a la vena cava inferior.

## Imágenes adicionales

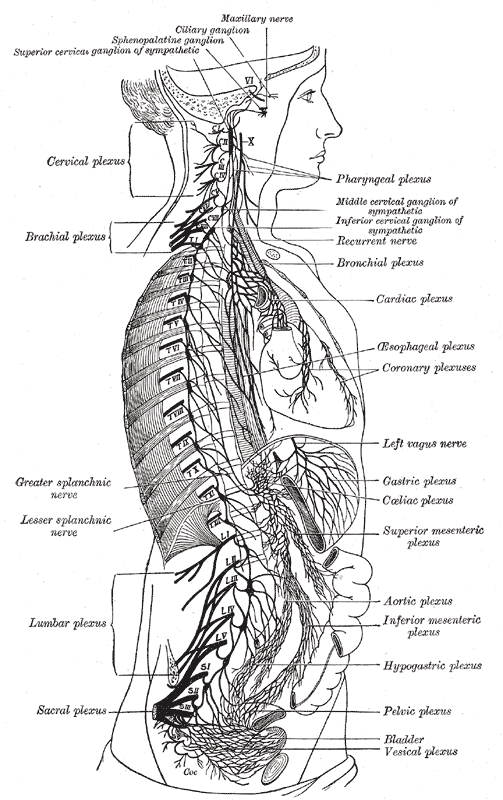
La cadena simpática derecha y sus conexiones con los plexos torácico, abdominal y pélvico.
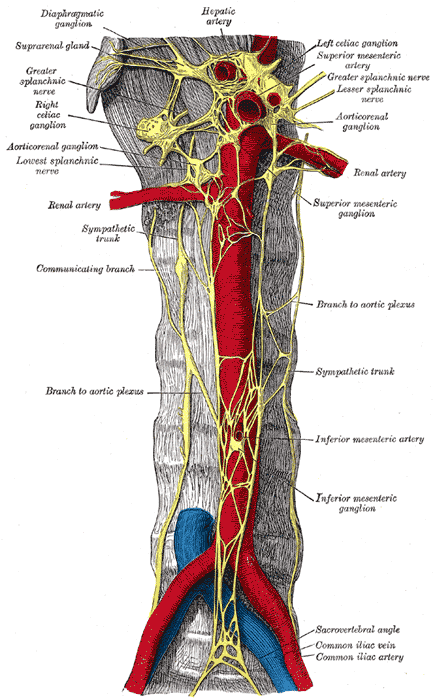
Porción abdominal del tronco simpático, con los plexos celíaco e hipogástricos.
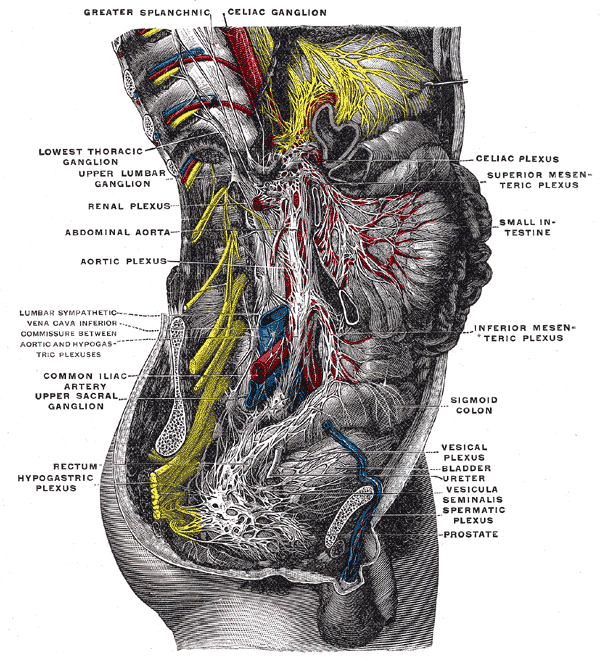
Mitad inferior de la cadena simpática derecha.